# New Romantic
New romantic foi um movimento e subcultura que se originou no Reino Unido no final dos anos 1970. O movimento emergiu da cena noturna de Londres e Birmingham em locais como Billy's e The Blitz. O movimento new romantic foi caracterizado por uma moda extravagante e excêntrica inspirada por artes plásticas e em boutiques de moda como Kahn and Bell em Birmingham e PX em Londres. Os primeiros adeptos do movimento eram frequentemente referidos pela imprensa por nomes como Blitz Kids, New Dandies e Romantic Rebels.  A postura dos New Romantics alterou a cultura dos clubes, o comportamento e o valor dado à música pop dos anos 1980, influenciando por completo as décadas seguintes. Foi a revolução nos conceitos, moda, música e até nos timbres e instrumentos. 

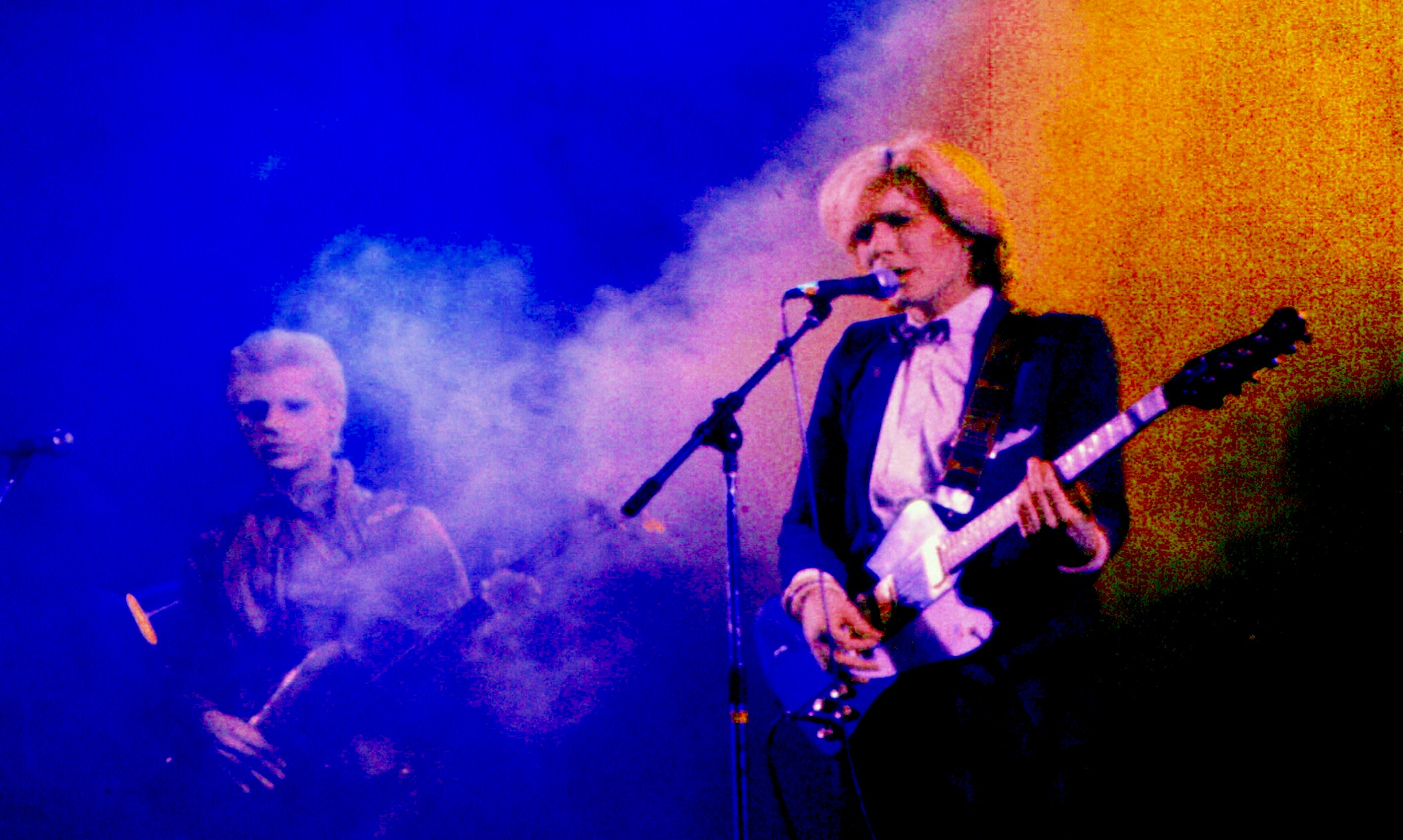
Japan em 1979

 Influenciados por David Bowie, Marc Bolan e Roxy Music, os new romantics desenvolveram modas inspiradas na era do glam-rock juntamente com o início do período romântico do final do século 18 e início do século 19 (de onde o movimento recebeu o nome). Os "novos românticos", podemos assim traduzir o termo, recuperaram o romantismo e também introduzindo novos comportamentos, também chamados de futuristas. O estilo new romantic foi uma das bases da moda na década de 1980.

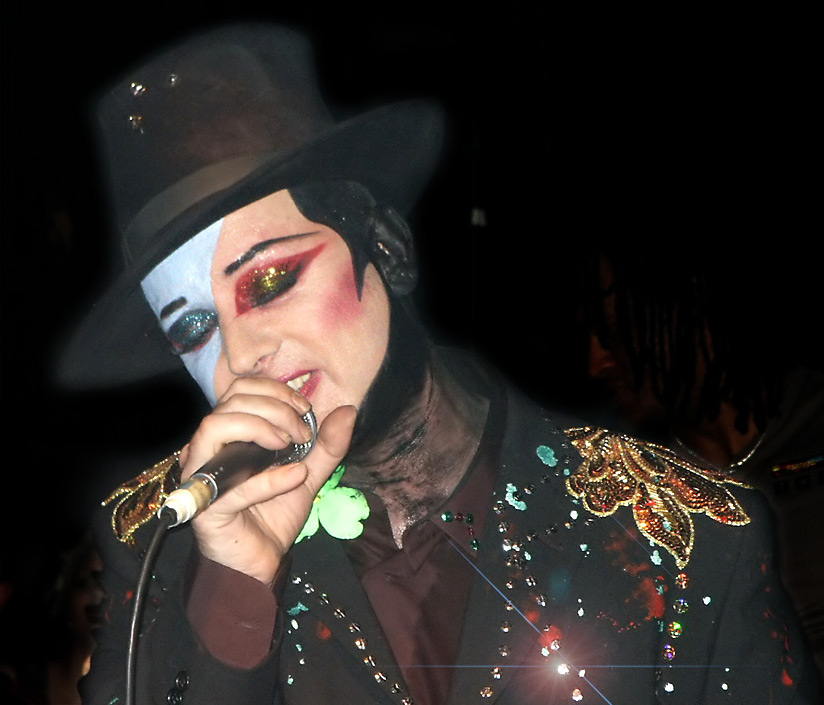
Boy George se apresentando no Ronnie Scotts.

Bastante associado à new wave, seu som é marcado pela utilização maciça de sintetizadores, linhas de baixo marcantes e/ou bateria eletrônica, melodias cativantes, muitas vezes influenciadas pelo synth-pop. É o estilo de música mais proeminente da década de 1980. A MTV ajudou a divulgar o movimento no contexto da Segunda Invasão Britânica, promovendo seus videoclipes. Os artistas significantes, totalmente new romantics ou que se integraram ao movimento de alguma forma foram Duran Duran, Culture Club, Boy George, Visage, Ultravox, ABC, Human League, The Outfield, Japan, Spandau Ballet, Heaven 17, A Flock of Seagulls, Soft Cell, Orchestral Manoeuvres in the Dark, Yazoo, Blancmange, Alphaville, Depeche Mode, Modern English, Simple Minds, Tones on Tail, Classix Nouveaux, The Buggles, Fiction Factory, Tubeway Army, dentre outros. 
Até hoje muitos artistas se utilizam desse estilo (como é o caso de Franz Ferdinand, Taylor Swift  e Bloc Party).
No Brasil, o movimento influenciou bandas como RPM, ZERØ, Varsóvia, Voluntários da Pátria, dentre outras.

## Origem

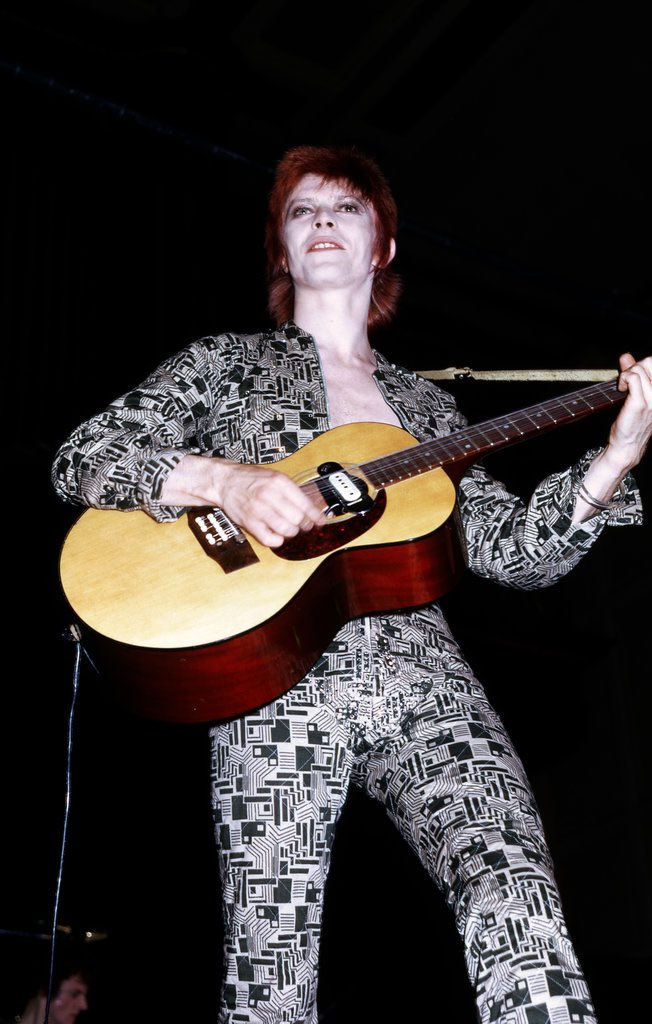
O visual andrógino
de Ziggy Stardust and the Spiders from Mars de David Bowie foi uma grande influência no movimento.

A partir da segunda metade da década de 1970, surgiram bandas que integrariam este movimento musical inglês, influenciados diretamente por Bryan Ferry (Roxy Music), David Bowie (especialmente em sua fase soul, e também o conhecido "período Berlim", considerado o auge de sua fase eletrônica, que conta com a contribuição de Brian Eno nos sintetizadores), e a banda alemã Kraftwerk entre outros. De acordo com alguns estudiosos, suas respectivas posturas sonora melódica, visual "fashion" e estética retrofuturista foram uma reação ao anarquismo e niilismo do punk, embora o movimento neo-romântico britânico praticamente seja contemporâneo e até tenha pontos de contato com o pós-punk, existindo bandas e cantores que integraram simultaneamente as duas cenas musicais.

## Lista de bandas ou artistas denew romantic

### A
- ABC
- A Flock of Seagulls
- A-ha
- Alphaville
- Altered Images
- Associates

### B
- Bill Nelson
- Blancmange
- Bow Wow Wow
- Bryan Ferry
- The Buggles

### C
- Classix Nouveaux
- Claudia Brücken
- Culture Club

### D
- David Sylvian
- Deine Lakaien
- Depeche Mode
- Double
- Duran Duran

### E
- Eurythmics

### F
- F.R. David

### G
- Gary Numan
- Gazebo

### H
- H2O
- Heaven 17
- Howard Jones
- Human League

### I
- Icehouse
- Information Society

### J
- Japan

### K
- Kajagoogoo
- Kim Wilde

### L
- Level 42
- Limahl

### M
- Marc Almond
- Men Without Hats
- Midge Ure
- Modern English

### N
- Nik Kershaw

### O
- Orchestral Manoeuvres in the Dark

### P
- Pet Shop Boys
- Propaganda
- Pseudo Echo

### R
- Real Life
- Righeira
- Roxy Music

### S
- Scritti Politti
- Simple Minds
- Simply Red
- Soft Cell
- Spandau Ballet
- Split Enz

### T
- Tears for Fears
- Telex
- Thomas Dolby
- Thompson Twins
- Trans-X

### U
- Ultravox

### V
- Vennaskond
- Visage

### W
- When in Rome

### Y
- Yazoo